# Günther Angern
Günther Angern (Kolberg, 5 maart 1893 - Stalingrad, 2 februari 1943) was een Duitse officier en Generalleutnant tijdens de Tweede Wereldoorlog.

## Leven
Op 5 maart 1893 werd Günther Angern als zoon van de Pruisische Generalmajor Johannes Angern en zijn echtgenote Clara Ida Hedwig in Kolberg geboren. Op 1 april 1911 trad Angern als Fahnenjunker in dienst van het Pruisische leger. Hij werd bij het Jäger-Regiment zu Pferde Nr. 6 geplaatst. Op 20 februari 1912 werd hij tot Fähnrich bevorderd. Bij het Jäger-Regiment zu Pferde Nr. 6 werd hij op 18 november 1912 tot Leutnant bevorderd.

### Eerste Wereldoorlog
Met het Jäger-Regiment zu Pferde Nr. 6 nam hij aan de Eerste Wereldoorlog deel, en kwam aan het front terecht. Tijdens de Eerste Wereldoorlog vervulde Angern verschillende functies in het regiment. Op 22 maart 1916 werd hij tot Oberleutnant bevorderd. Angern was aan het einde van de Eerste Wereldoorlog met de beide klasse van het IJzeren Kruis 1914 onderscheiden.

### Interbellum
Na de Eerste Wereldoorlog, werd hij in de Reichswehr opgenomen. Hij kwam in het 100.000 man sterke Reichsheer van de Reichswehr terecht, en werd bij het 6. (Preuß.) Reiter-Regiment ingedeeld. Bij dit onderdeel werd Angern op 1 oktober 1922 tot Rittmeister bevorderd. Als gevolg van zijn bevordering tot Rittmeister, werd hij op 1 februari 1934 naar het 3e eskadron van het 8. (Preuß.) Reiter-Regiment in Militsch overgeplaatst. In hetzelfde jaar werd hij naar het opleidingseskadron van het 8. (Preuß.) Reiter-Regiment in Breslau overgeplaatst. In 1925 werd Angern tot chef van het opleidingseskadron van het 8. (Preuß.) Reiter-Regiment benoemd. Vanaf de herfst van 1930 werd hij naar de staf van de 1. Kavallerie-Division in Frankfort aan de Oder gecommandeerd. In het voorjaar van 1931 staat hij op de Rangliste van het 4e eskadron van het 8. (Preuß.) Reiter-Regiment. In de herfst van 1931 werd hij officieel bij de staf van de 1. Kavallerie-Division geplaatst. Op 1 april 1933 werd hij tot Major bevorderd. Vanaf 1 oktober 1934 werd hij naar het Reichswehrministerium  (Rijksministerie van Defensie) in Berlijn overgeplaatst. In het ministerie werd bij de inspectie van de cavalerie ingezet. In het voorjaar van 1935 werd Angern tot commandant van het Reiter-Regiment Fürstenwalde benoemd. Na zijn benoeming tot commandant van het Reiter-Regiment Fürstenwalde, werd hij op 1 oktober 1935 Oberstleutnant bevorderd. Bij het openbaar maken van de eenheden, tijdens de uitbreiding van de Wehrmacht werd hij automatisch tot commandant van de 9. (Preuß.) Reiter-Regiment in Fürstenwalde benoemd. Na de naamswijziging van het regiment op 6 oktober 1936, bleef Angern commandant. Als commandant van de 9. (Preuß.) Reiter-Regiment werd hij op 1 maart 1938 tot Oberst bevorderd. Op 10 november 1938 droeg hij het commando weer over. De dag daarvoor was Angern nog tot commandant van de 3. Schützen-Brigade van de 3e Pantserdivisie in het 19e Gemotoriseerde Korps benoemd.

### Tweede Wereldoorlog
Hij leidde de 3. Schützen-Brigade tijdens de Poolse Veldtocht. Angern was inmiddels al met beide klassen van het Herhalingsgesp bij IJzeren Kruis 1939 onderscheiden. Begin december 1939 werd hij tot commandant van de 11. Schützen-Brigade benoemd, en werd met de oprichting van de brigade belast. Angern leidde de 11. Schützen-Brigade tijdens de Slag om Frankrijk. Deze brigade was bijzonder succesvol tijdens de Slag om Frankrijk, en kreeg van de geallieerden de bijnaam "de spookdivisie". Voor zijn leiderschapskwaliteiten werd Angern op 7 augustus 1940 met het Ridderkruis van het IJzeren Kruis onderscheiden. Daarna leidde hij de 11. Schützen-Brigade in het begin van Operatie Barbarossa. Vanaf 15 tot 24 augustus 1941 gaf Angern kort leiding aan de 11. Panzer-Division  (11e Pantserdivisie). Deze divisie was kort daarvoor in gevecht in de Zak van Oeman, en had de 11. Schützen-Brigade in zich opgenomen. Op 24 augustus 1941 raakte Angern bij Gornistaipol zwaargewond en moest uit het oorlogsgebied geëvacueerd worden. Zijn genezing duurde tot september 1942. Voor zijn optreden in Ostrog op 27 juni 1941 werd hij op 22 juli 1941 in het Ehrenblattspange des Heeres und Waffen-SS  (Erebladgesp) van het Duitse leger genoemd. Begin augustus 1941 droeg hij het commando weer over, en werd in de Führerreserve geplaatst. Met ingang van 1 oktober 1941 werd Angern tot Generalmajor bevorderd. Op 8 maart 1942 werd hij met het Duitse Kruis in goud onderscheiden. Vanaf 15 tot 30 september 1942 was Angern mit der Führung beauftragt (m. d. F. b.) (vrije vertaling: met het leiderschap belast) over de 16. Panzer-Division  (16e Pantserdivisie) belast. Tijdens de Slag om Stalingrad werd hij tot commandant van de 16e Pantserdivisie benoemd. Op 1 december 1942 werd Angern tot Generalleutnant bevorderd. Om zich na de Duitse overgave niet aan het Rode Leger over te moeten geven en in Russische krijgsgevangenschap te moeten gaan, pleegde Angern op 2 februari 1943 zelfmoord. Hij had ervoor nog tevergeefs geprobeerd om uit de omsingeling te vluchten. De Russen vonden zijn lichaam dagen later.

## Militaire carrière
- Generalleutnant: 21 januari 1943[12][2][8] (met RDA van 1 december 1942)[3][13]
- Generalmajor: 17 december 1941 (met RDA van 1 oktober 1941)[3][13]
- Generalmajor: 1 september 1941[12][2][8] (zonder RDA)[3][13]
- Oberst: 1 maart[2] 1938[12] - 1 september 1941[8][3]
- Oberstleutnant: 1 oktober 1935[12][8][3]
- Major: 1 april 1933[12][2][8]
- Rittmeister: 1 oktober 1922[12][2][8][3]
- Oberleutnant: 22 maart 1916[12][2][8][3]
- Leutnant: 18 november 1912[12][2][8][3]
- Fähnrich: 20 februari 1912[12][2][8][3]
- Fahnenjunker: 1 april 1911[12][8][3]

## Onderscheidingen
Selectie:
- Ridderkruis van het IJzeren Kruis (nr.145) op 7 augustus 1940 als Oberst en Commandant van de 11. Schützen-Brigade, Heer[12][2][13][3][14]
- Duitse Kruis in goud op 8 maart 1942 als Generalmajor en Commandant van de 11.Panzer-Division / 4.Panzer-Armee / Heeresgruppe Mitte[12][2][8][13][3]
- IJzeren Kruis 1914, 1e Klasse[3][2] en 2e Klasse[2][3]
- Herhalingsgesp bij IJzeren Kruis 1939, 1e Klasse (9 oktober 1939[3][8][12][2]) en 2e Klasse (18 september 1939[3][8][12][2])
- Gewondeninsigne 1939 in zilver[12][2][3]
- Erekruis voor Frontstrijders in de Wereldoorlog[12][2][3]
- Militaire Orde voor Dapperheid in de Oorlog (Koninkrijk Bulgarije), 3e Klasse, 1e Graad[12][2]
- Aanbevelingscertificaat van de Opperbevelhebber van het Duitse Leger op 7 juli 1941[12]
- Commandeur in de Orde van Verdienste (Hongarije) op 26 oktober 1938[12][2][8][3]
- Panzerkampfabzeichen in zilver[2][8][3]
- Erebladgesp (79) op 22 juli 1941 als Oberst en Commandant van de 11. Schützen-Brigade/ Heeresgruppe Süd (voor een daad bij Ostrog op 27 juni 1941)[2][12][8][13]
- Kruis voor Militaire Verdienste (Oostenrijk-Hongarije), 3e Klasse met Oorlogsdecoratie[2][8][3]
- Vorstelijk Schwarzburgs Erekruis, 3e Klasse met Zwaarden[2][8][3]